# FC Muš Čarencavan
Football Club Muš Čarencavan (arménsky: Ֆուտբոլային Ակումբ „Մուիգ“ Չարենցավան) byl arménský fotbalový klub sídlící ve městě Čarencavan. Klub zanikl v roce 1994.

## Umístění v jednotlivých sezonách
Zdroj:
Legenda: Z - zápasy, V - výhry, R - remízy, P - porážky, VG - vstřelené góly, OG - obdržené góly, +/- - rozdíl skóre, B - body, červené podbarvení - sestup, zelené podbarvení - postup, fialové podbarvení - reorganizace, změna skupiny či soutěže
| Sovětský svaz (1990 – 1991) |                               |        |                                          |                                          |                                          |                                          |                                          |                                          |                                          |                                          |        |
| Sezóny                      | Liga                          | Úroveň | Z                                        | V                                        | R                                        | P                                        | VG                                       | OG                                       | +/-                                      | B                                        | Pozice |
| 1990                        | Vtoraja nizšaja liga - 2 zona | 4      | 30                                       | 12                                       | 4                                        | 14                                       | 64                                       | 67                                       | -3                                       | 28                                       | 14.    |
| 1991                        | Vtoraja nizšaja liga - 2 zona | 4      | 38                                       | 10                                       | 9                                        | 19                                       | 47                                       | 76                                       | -29                                      | 29                                       | 16.    |
| Arménie (1992 – 1993)       |                               |        |                                          |                                          |                                          |                                          |                                          |                                          |                                          |                                          |        |
| Sezóny                      | Liga                          | Úroveň | Z                                        | V                                        | R                                        | P                                        | VG                                       | OG                                       | +/-                                      | B                                        | Pozice |
| 1992                        | Aradżin chumb                 | 2      | 26                                       | 14                                       | 3                                        | 9                                        | 60                                       | 40                                       | +20                                      | 31                                       | 10.    |
| 1993                        | Aradżin chumb                 | 2      | Klub se odhlásil před zahájením soutěže. | Klub se odhlásil před zahájením soutěže. | Klub se odhlásil před zahájením soutěže. | Klub se odhlásil před zahájením soutěže. | Klub se odhlásil před zahájením soutěže. | Klub se odhlásil před zahájením soutěže. | Klub se odhlásil před zahájením soutěže. | Klub se odhlásil před zahájením soutěže. | 9.     |